# ديفيد سلون ويلسون
ديفيد سلون ويلسون (بالإنجليزية: David Sloan Wilson)‏ هو عالم أحياء وعالم وراثة وأستاذ جامعي أمريكي، ولد في 1949 في نوروولك في الولايات المتحدة.